# Argiope comorica
Espèce
Argiope comorica est une espèce d'araignées aranéomorphes de la famille des Araneidae.

## Distribution
Cette espèce est endémique de l'archipel des Comores. Elle se rencontre à la Grande Comore et à Mayotte.

## Étymologie
Son nom d'espèce lui a été donné en référence au lieu de sa découverte, les Comores.

## Publication originale
- Bjørn, 1997 : A taxonomic revision of the African part of the orb-weaving genus Argiope (araneae: Araneidae). Entomologica Scandinavia, vol. 28, p. 199-239.